# Bibionellus aczeli
Bibionellus aczeli är en tvåvingeart som beskrevs av Hardy 1953. Bibionellus aczeli ingår i släktet Bibionellus och familjen hårmyggor. Inga underarter finns listade i Catalogue of Life.